# Gynoplistia galbraithae
Gynoplistia galbraithae là một loài ruồi trong họ Limoniidae. Chúng phân bố ở miền Australasia.